# Morris Strode
Morris « Skip » Strode, né le 5 juin 1960 à El Cajon et mort le 17 avril 2021 à San Diego, est un joueur  de tennis professionnel américain.
Il s'est distingué au cours de la saison 1982 en atteignant les quarts de finale de l'US Open et de l'Open d'Australie en double, la finale du tournoi de Hong Kong en simple et en remportant le tournoi de double. Trois mois plus tard, il dispute une nouvelle finale à Caracas.
Son frère Charles « Buzz » Strode est également un ancien joueur de tennis professionnel.

## Palmarès

### Finales en simple (2)
| No | Date       | Nom et lieu du tournoi                    | Catégorie | Dotation  | Surface    | Vainqueur    | Score    |  |
| -- | ---------- | ----------------------------------------- | --------- | --------- | ---------- | ------------ | -------- |  |
| 1  | 01-11-1982 | Tournoi de tennis de Hong Kong, Hong Kong |           | 100 000 $ | Dur (ext.) | Pat Dupré    | 6-3, 6-3 |  |
| 2  | 31-01-1983 | Tournoi de tennis de Caracas, Caracas     |           | 75 000 $  | Dur (ext.) | Raúl Ramírez | 6-4, 6-2 |  |

### Titre en double (1)
| No | Date       | Nom et lieu du tournoi                   | Catégorie | Dotation  | Surface    | Partenaire     | Finalistes               | Score         |  |
| -- | ---------- | ---------------------------------------- | --------- | --------- | ---------- | -------------- | ------------------------ | ------------- |  |
| 1  | 01-11-1982 | Tournoi de tennis de Hong Kong Hong Kong |           | 100 000 $ | Dur (ext.) | Charles Strode | Kim Warwick Van Winitsky | 6-4, 3-6, 6-2 |  |

### Finale en double (1)
| No | Date       | Nom et lieu du tournoi         | Catégorie | Dotation | Surface         | Vainqueurs             | Partenaire     | Score         |  |
| -- | ---------- | ------------------------------ | --------- | -------- | --------------- | ---------------------- | -------------- | ------------- |  |
| 1  | 15-11-1982 | Bangkok Tennis Classic Bangkok |           | 75 000 $ | Moquette (int.) | Mike Bauer John Benson | Charles Strode | 7-5, 3-6, 6-3 |  |